# Dalal Mughrabi
Dalal Mughrabi (arabsky: دلال المغربي‎‎, Dalāl al-Muɣrabī; nar. 1959 – 11. března 1978) byla palestinská aktivistka a členka Fatahu, která se podílela na masakru na pobřežní silnici v roce 1978. Během tohoto incidentu zemřelo třicet osm izraelských civilistů, včetně třinácti dětí. Patřila k devíti ozbrojeným teroristům, kteří byli zabiti během tohoto incidentu. Mezi Palestinci je oficiálně oslavována jako mučednice a národní hrdinka. V Izraeli a dalších zemích je vnímána jako teroristka.

## Život
Dalal Mughrabi se narodila a vyrůstala v palestinském uprchlickém táboře Sabra v libanonském Bejrútu. Její otec pocházel z palestinské Jaffy. Matka byla  Libanonka.
Původně studovala obor zdravotní sestra. Po vypuknutí libanonské občanské války se stala členkou Fatahu. Začala pracovat v oddělení komunikace organizace. Když v roce 1976 syrské jednotky vstoupily do Libanonu, aby pomohly falangistům a jejich spojencům, zúčastnila se bojů proti syrské armádě v horách jihovýchodně od Bejrútu. V roce 1977 absolvovala tříměsíční výcvik a získala hodnost poručíka. Bylo jí nabídnuto místo politického důstojníka v italské kanceláři OOP, ale zvolila si vojenskou kariéru.

### Teroristický útok
Patřila k jedenáctičlenné skupině palestinských a libanonských ozbrojenců, kteří se 11. března 1978 vylodili na pobřeží poblíž Tel Avivu. Načasování bylo zvoleno uprostřed mírových rozhovorů mezi Menachemem Beginem a Anwarem Sadatem. Údajně byla vedoucí skupiny, ale tato informace není potvrzena. Na pláži potkala skupina americkou fotografku Gailu Rubinovou. Ta se stala první obětí následného útoku, byla zastřelena. Poté skupina unesla taxík, jehož posádku také zabila. Na dálnici zaútočili na izraelský autobus jedoucí z Haify do Tel Avivu, který ovládli. Cestou do Tel Avivu napadli další autobus. Tato sebevražedná akce známá pod názvem „Masakr na pobřežní silnici“ je uváděna jako nejhorší teroristický útok v dějinách Izraele. Oficiální statistiky uvádějí sedmatřicet mrtvých, většinou civilistů, mezi nimiž bylo deset dětí a šestasedmdesát zraněných.
V roce 2008 během výměny zajatců mezi Izraelem a Hizballáhem měly být její ostatky, pohřbené na „hřbitově pro mrtvé nepřátele“, exhumovány a vráceny do Libanonu. Ale rakev s jejími ostatky zřejmě nebyla nalezena. Její sestra řekla zpravodajské agentuře Ma'an, že rodina dostala rakev, která obsahovala „pouze hlínu a kameny“.

## Posmrtné pocty
Oficiální televize Palestinské autonomie (PA) i facebookový účet „Facebook Fatah Nablus“ považuje Dalal Mughrabi za významnou osobnost. Jejím jménem a také jmény dalších sebevražedných atentátnic (jako Shadia Abu Ghazaleh nebo Leila Khaled) byla pojmenována řada škol, kulturní akce, sportovní události, ulice atd. Pro mnoho Palestinců je Dalal Mughrabi národní hrdinkou, která je dávána za vzor mladým palestinským dívkám.
Palestinci na Západním břehu Jordánu po ní v roce 2010 pojmenovali náměstí. Premiér Benjamin Netanjahu kritizoval a obvinil palestinskou vládu z podněcování nepřátelství. Hillary Clintonová prohlásila, že podobné akce jsou „provokacemi... podněcujícími napětí a ohrožující vyhlídky na úplný mír".

## Aféra s učebnicemi
V roce 2019 americký Kontrolní úřad (U.S. Government Accountability Office) upozornil, že učebnice pro děti používaná v palestinských školách financovaných ze zdrojů UNRWA propaguje antisemitismus a také kapitolu oslavující Dalal Mughrabi jako národní mučednici. Vláda USA poté pozastavila financování UNRWA, dokud se neodstraní všechny podobné jevy, které jsou v rozporu s posláním organizací podřízených OSN. V roce 2021 uvedla organizace United Nations Watch (nezávislý kontrolní orgán OSN) ve své zprávě pro Radu pro lidská práva, že učebnice hlásající antisemitismus, džihád a  oslavující Dalal Mughrabi se v palestinských školách stále používají.